# Nuichua rabaeyae
Nuichua è un genere di insetti stecco asiatici appartenenti alla tribù Necrosciini, eretto da J Bresseel e J Constant, nel 2018. Questo genere contiene una singola specie: Nuichua rabaeyae, anche nota come insetto stecco di Nui Chua, localizzata nelle foreste costiere del Parco nazionale di Nui Chua, Vietnam.

## Specie
Il Phasmida Species File include una singola specie all'interno del genere: Nuichua rabaeyae Bresseel & Constant, 2018. Il genere è stato chiamato così in onore del Parco nazionale di Núi Chúa, dove sono stati trovati gli esemplari tipo. Questa specie passa la vita tra le foglie verdi di cui si nutre. I maschi sono la metà delle femmine e passano la vita aggrappati al dorso della compagna, difendendola da qualunque altro maschio scapolo le si avvicini.